# Österreichberg
Der Österreichberg ist eine 1267 m ü. A. hohe Kuppe im Pongau im Land Salzburg, Oberösterreich, zwischen Tennengebirge und Dachsteinmassiv.

## Lage und Landschaft
Der Österreichberg liegt im Fritztal, der Verbindung zwischen Salzachpongau und Ennspongau, bei Niedernfritz. Das Fritztal verläuft hier West–Ost, nach Nordosten zweigt das Tal des St.-Martinbachs ab, das dann in das Lammertal leitet. Der Berg erhebt sich etwa 500 Meter über das Tal. Er ist ein Vorberg des Gerzkopfes, der selbst ein Vorberg des Dachsteinmassivs bei der Bischofsmütze ist, aber zu den Salzburger Schieferalpen, nicht den Kalkalpen zählt, zu denen Tennengebirge und Dachstein gehören. Geologisch ist er Teil der Werfener Schichten, gehört also zum System der Kalkalpen (Alpiner Buntsandstein und Werfener Quarzit, teils Werfener Schiefer und Werfener Kalk). Beide Systeme bauen die charakteristischen runden Kuppen der inneralpinen Salzburger Gras- und Waldberge auf.
Niedernfritz liegt im Südwesten des Berges, westlich im Tal Sonnberg und Nasenrotte, nordwestlich am Hang Buchseitberg, am Fuß des Gerzkofps nordöstlich Oberstein und südöstlich Gasthofberg. Zwischen diesen beiden letzteren Ortschaften verläuft ein 1086 m ü. A. Meter hoher Sattel (Ortslagen Scharten und Halm), der den Österreichberg mit dem Gerzkopfstock verbindet.
Der nördliche Vorklapf des Österreichbergs gegen St. Martin heißt Palfen (1091 m ü. A., Palfen ‚Fels‘).

## Zum Namen
Der Berg ist schon im frühen 19. Jahrhundert als Oestereicher Berg oder Oestereicher Kopf verzeichnet (Franziszeische Landesaufnahme).

## Routen und Kaiserdenkmal
Am Südosthang auf einem Forstweg (Österreichbergweg Nr. 75) und über den Sattel beim Halmgut verläuft ein leichter Spazierweg als Rundwanderweg. Der Zugang ist von Niedernfritz-Einweg, vom Gasthofgut (Raststätte A10), dem Gasthof Sieberer bei Eben oder St. Martin-Oberstein möglich. Zum Gipfel selbst führt kein Weg.
Am Vorgipfel Palfen steht ein Kaiser-Franz-Joseph-Denkmal. Man erreicht es ebenfalls leicht vom Schartengut.